# Catherine Robbin
Catherine Robbin   (Toronto, 28 de setembre de 1950) és una mezzosoprano canadenca. Va ser elegida oficial de l'Orde del Canadà el 2011.
Nascuda a Toronto, Robbin va estudiar al "Royal Conservatory of Music" i va rebre classes particulars a París i Londres. Gran part del seu treball ha estat en el camp de la música antiga; sovint ha cantat i enregistrat amb John Eliot Gardiner i el cor Monteverdi, i ha treballat amb Christopher Hogwood i l'Acadèmia de Música Antiga. Ha interpretat papers en nombroses òperes de Händel, incloses Medoro a Orlando, el paper principal de Giulio Cesare i Floridante i Eduige a Rodelinda; també ha cantat Annio a La clemenza di Tito i Dido a Dido and Aeneas. En concert ha cantat l'Alto Rhapsody de Brahms, el Sea Pictures d'Edward Elgar, i cançons i cicles d'Hector Berlioz i Gustav Mahler. El seu darrer concert va ser el maig de 2003 al "Glenn Gould Studio". Va ser professora de cant a la Universitat de York entre 2000 i 2018.

## Enregistrament
- Mahler Lieder, CBC Records. Els cantants Andreas Schmidt i Catherine Robbin i la "KW Symphony" dirigits per Raffi Armenian.[5]